# 髙階恵美子
髙階 恵美子（たかがい えみこ、1963年〈昭和38年〉12月21日 - ）は、日本の政治家、看護師、保健師。
厚生労働副大臣（第4次安倍第1次改造内閣）、厚生労働大臣政務官（第2次安倍内閣）、衆議院東日本大震災復興特別委員長、衆議院議員（1期）、参議院文教科学委員長、参議院議員（2期）、自由民主党政務調査会副会長、同文部科学部会部会長、同党女性局長などを歴任。選挙活動では「たかがい恵美子」と広報している。

## 経歴

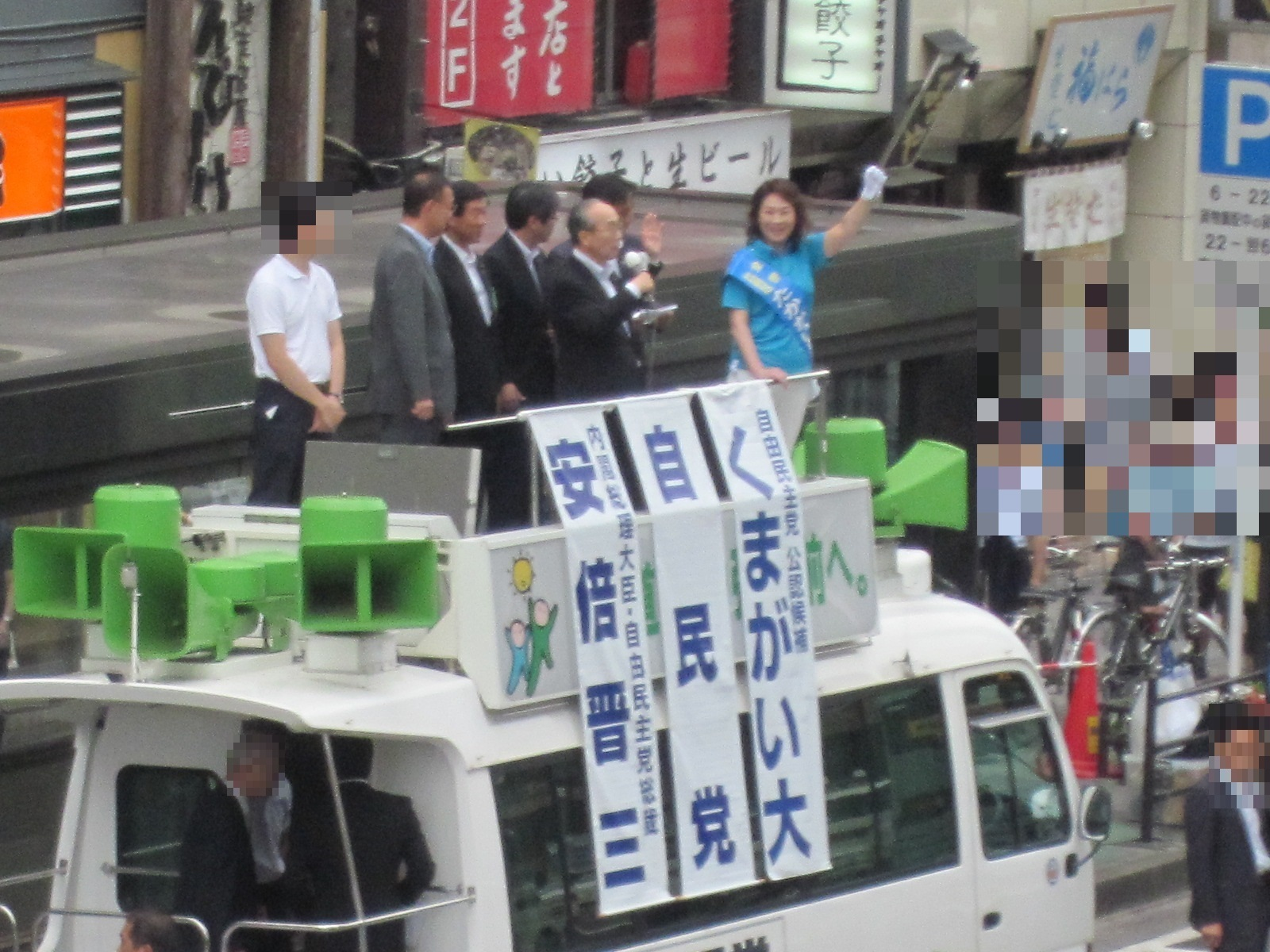
第24回参議院選挙で街頭演説する髙階

宮城県加美郡中新田町（現・加美町）出身。中新田町立中新田小学校、中新田町立中新田中学校、宮城県古川女子高等学校衛生看護科、埼玉県立衛生短期大学(卒業後、看護師国家資格を取得)。埼玉県立衛生短期大学専攻科修了（終了後、保健師国家資格を取得）。1989年3月、国立公衆衛生院専攻課程修業（Diploma in Public Health）。同年、東京医科歯科大学が国内の国立大学で初めて医学部に保健衛生学科を設置、1991年より学士編入学制度を導入することとなった。この頃、すでに髙階は宮城県職員であったが、恩師や研究仲間等からの助言や薦めを受けて初回試験に挑戦し合格、公職を辞して再就学の上、1993年3月に東京医科歯科大学医学部保健衛生学科を第一期生として卒業している。1995年3月、東京医科歯科大学大学院医学系研究科博士課程前期修了（保健学修士）。大学院博士課程在学中に、中央アフリカ共和国でのHIV予防ケアのNGOに参加。1995年3月、JICA設立20周年論文コンテスト2等授賞。同年12月、WHOエイズコントロール・ケア研修修了（アジア地域エイズ対策専門家）。同年より1996年まで、結核予防会結核研究所国際部特別研究員。1997年3月、東京医科歯科大学大学院医学系研究科博士課程後期を中途退学し、4月より同大学医学部文部教官となった。
博士課程中退後、虎ノ門病院や宮城県精神福祉保健福祉センター等に看護師や保健師として勤務し、厚生労働省に看護技官として入省、保険局医療課長補佐などを務める。その後、（財）東京都老人総合研究所客員研究員、結核予防会結核研究所研究員、東京医科歯科大学医学部内講師、日本看護協会常任理事等を歴任。「がん対策アクションプラン2005」をとりまとめ、平成18年度診療報酬の改定等に携わる。
2010年、日本看護連盟の組織内候補だった南野知惠子の引退を受け、後任候補として第22回参議院議員通常選挙の比例区に自民党公認で立候補し初当選。2014年9月、厚生労働大臣政務官に就任し、2015年10月23日には自民党女性局長に就任。
2016年7月の第24回参議院議員通常選挙で、自民党は比例代表に25人の候補者を擁立し、19議席を獲得。高階は11番目の得票数で再選。
2021年10月に予定される第49回衆議院議員総選挙で比例中国ブロックの公認予定候補として発表され、同月19日の公示に伴い立候補を届け出た（比例中国ブロック単独18位）。これに伴い公職選挙法の規定で髙階は参議院議員を退職（自動失職）した（次点者の元鳥取市長・竹内功が繰上当選）。選挙の結果当選した。
2024年9月、自民党島根県連は、前職の細田博之の死去とこの欠員補充に伴う同年4月の補欠選挙で敗れた錦織功政（元中国財務局長）が支部長を辞任したことにより空席となっていた自民党島根1区支部長に髙階が就任し、次期衆議院議員総選挙に同区から候補者として擁立することが発表された。
同年10月15日、第50回衆議院議員総選挙が公示され、島根1区からは髙階、立憲民主党現職の亀井亜紀子、日本共産党新人の村穂江利子の計3人が立候補した。10月17日に読売新聞が序盤情勢を発表し、「亀井と高階が横一線の戦い」と報じた。10月21日、髙階の支援者を集めた集会が松江市で開かれ、石破茂首相の妻の佳子が講演した。講演終了後、自民党島根県連幹事長の園山繁県議は「少し残念に思うのは、島根県で立候補した6人のうち5人が女性であることだ」と発言した。園山の発言はその日のうちに共同通信によって報じられ、SNSで批判の声が相次いだ。10月23日、しんぶん赤旗は、自民党が裏金問題で非公認となった候補の所属支部にそれぞれ2000万円を支給していたことをスクープした。これらの報道により終盤情勢は一変した。10月27日の投開票の結果、亀井が3期目の当選を果たした。自民党は比例中国ブロックで5議席を獲得。単独1位～4位の候補者4人と、惜敗率97.808％の寺田稔が当選した。2番目の惜敗率（86.056％）だった髙階は議席を失った。

## 政策
- 2010年の読売新聞のアンケートにおいて、選択的夫婦別姓制度について「どちらともいえない」と回答[28]。
- 受動喫煙防止を目的とした健康増進法改正について、原則屋内禁煙に賛成。2017年4月4日の厚生労働委員会において、現行の健康増進法に害を排出している本人に対する責務規定がない点を挙げ、「実質的な受動喫煙防止の効果ということを上げていくための積極的な取組、そろそろやりませんか」として、当時の厚生労働大臣であった塩崎恭久に呼びかけた[29]。

## 人物
- 漫画家・さかもと未明の歌手デビュー曲「人生 (いのち)」は、髙階が宮城県保健師時代に作詞・作曲した曲である[30][31]。
- お笑い芸人・天津木村が、サンケイスポーツの企画「天津木村が選ぶ美熟女候補」で髙階を選んだ[32]。

## 所属団体・議員連盟
- 参議院ASEAN議員交流推進議員連盟（事務局長）[9]
- 自由民主党看護問題対策議員連盟（事務局長）[9]
- 自由民主党観光産業振興議員連盟（事務局長）[9]
- 東北地方に医学部の新設を推進する議員連盟（事務局長）[9]
- ストップ結核パートナーシップ推進議員連盟（副会長）[9]
- 食品安全政策研究会（元・会長）[9]
- 自民党ケアラー議員連盟（副会長）[9]
- 一般社団法人日本食品安全支援機構（元・会長）[9]
- 女性医療職エンパワメント推進議員連盟（幹事長）[9]

## 選挙
| 当落 | 選挙                     | 執行日         | 選挙区           | 政党       | 得票数     | 得票率 | 定数 | 得票順位 /候補者数 | 政党内比例順位 /政党当選者数 |
| ---- | ------------------------ | -------------- | ---------------- | ---------- | ---------- | ------ | ---- | ------------------ | ---------------------------- |
| 当   | 第22回参議院議員通常選挙 | 2010年07月11日 | 参議院比例区     | 自由民主党 | 21万443票  | ーー   | 50   | /                  | 4/12                         |
| 当   | 第24回参議院議員通常選挙 | 2016年07月10日 | 参議院比例区     | 自由民主党 | 17万7810票 | ーー   | 50   | /                  | 11/19                        |
| 当   | 第49回衆議院議員総選挙   | 2021年10月31日 | 比例中国ブロック | 自由民主党 | ーー票     | ーー   | 11   | /                  | 4/6                          |
| 落   | 第50回衆議院議員総選挙   | 2024年10月27日 | 島根県第1区      | 自由民主党 | 6万3238票  | 43.96% | 1    | 2/3                | 6/5                          |

## 著書
- 『ナイチンゲール・スピリットで行こう。―成熟社会を創る看護力』（2009年2月、JPS出版局）ISBN 978-4884696108